# Lope (film)
Pour les articles homonymes, voir Lope.
Pour plus de détails, voir Fiche technique et Distribution.
Lope est un film espagnol réalisé par Andrucha Waddington, sorti en 2010.

## Synopsis
Le film s'inspire de la jeunesse du dramaturge et poète espagnol Lope de Vega.

## Fiche technique
- Titre : Lope
- Réalisation : Andrucha Waddington
- Scénario : Jordi Gasull et Ignacio del Moral
- Musique : Fernando Velázquez
- Photographie : Ricardo Della Rosa
- Montage : Sérgio Mekler
- Production : Mercedes Gamero, Jordi Gasull, Tadeo Villalba hijo et Andrucha Waddington
- Société de production : Antena 3 Films, El Toro Pictures, Ikiru Films, Conspiração Filmes, Telefónica, Warner Bros., Wild Bunch, Teleimage, Intereconomía, Antena 3 Televisión, Canal+ et TeleMadrid
- Pays :  Espagne,  Brésil et  France
- Genre : Biopic, drame et historique
- Durée : 106 minutes
- Dates de sortie : 
  -  Espagne : 3 septembre 2010

## Distribution
- Alberto Ammann : Lope de Vega
- Leonor Watling : Isabel de Urbina
- Pilar López de Ayala : Elena Osorio
- Ramon Pujol : Claudio
- Antonio de la Torre : Juan
- Juan Diego : Jerónimo Velázquez
- Luis Tosar : frère Bernardo
- Antonio Dechent : Salcedo
- Selton Mello : le marquis de las Navas
- Miguel Ángel Muñoz : Perrenot
- Carla Nieto : María
- Puchi Lagarde : Venancia
- Sônia Braga : Paquita
- Félix Cubero : Portero

## Distinctions
le film a été nommé pour sept prix Goya et a remporté le prix de la meilleure chanson originale et des meilleurs costumes.